# Minnesota Wild

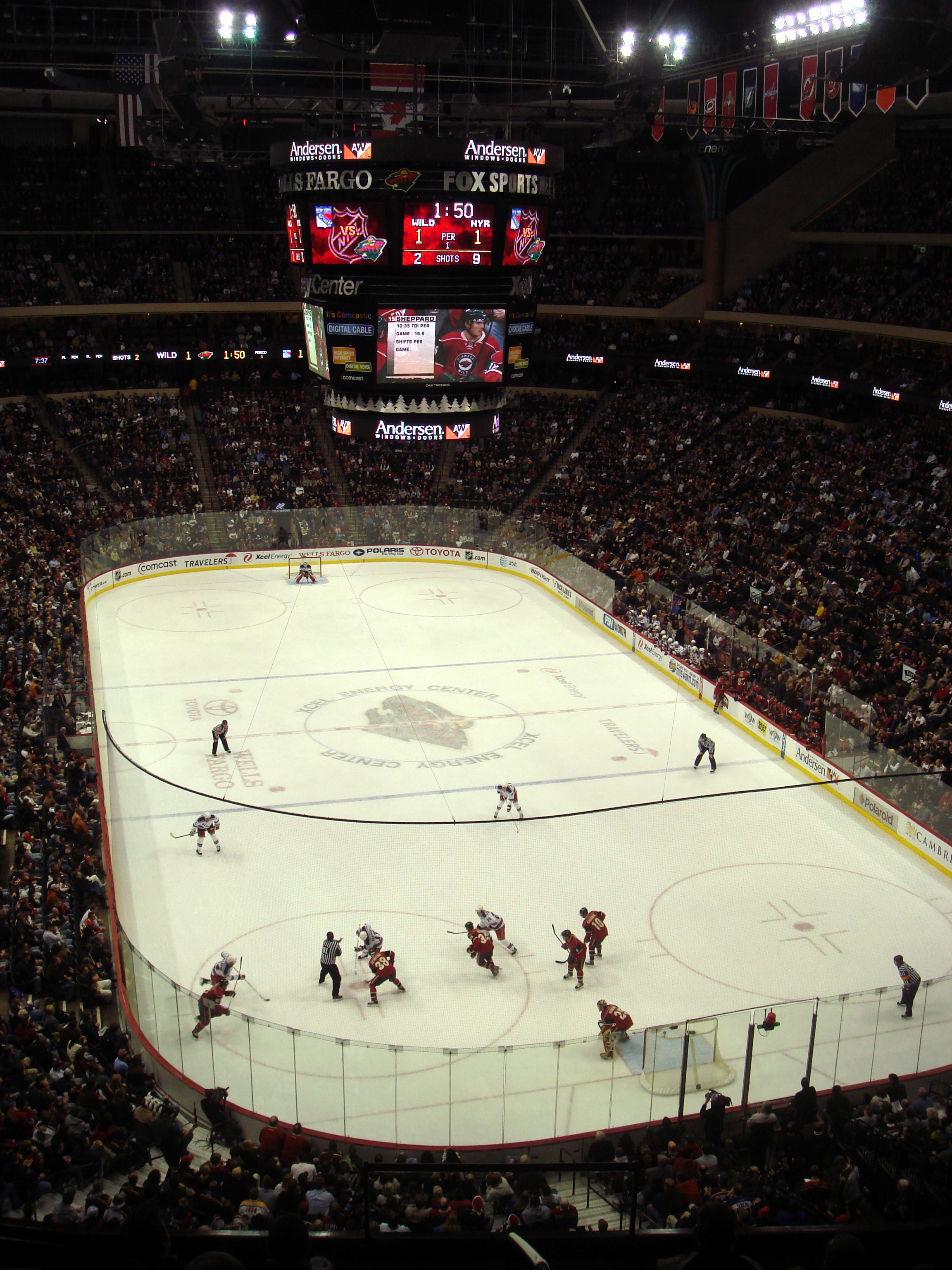
Minnesota Wild, Xcel Energy Center

De Minnesota Wild is een ijshockeyclub uit de National Hockey League en speelt in het Xcel Energy Center in Saint Paul, Minnesota. De franchise speelt vanaf 2000 in de NHL.

## Geschiedenis
De tweelingstad Minneapolis-St. Paul had al een team in de National Hockey League, namelijk de Minnesota North Stars, maar die verdween in 1993 naar Dallas, Texas om verder te gaan als de Dallas Stars. In 2000 kreeg de NHL een nieuwe uitbreiding met de Columbus Blue Jackets en een nieuw team in de tweelingstad: de Minnesota Wild. De Wild koos in 2000 met Marian Gaborik een goede eerste ronde draft, maar eindigde als laatste in misschien wel de sterkste divisie in de NHL, de Northwest Division. Ook het tweede seizoen eindigde de Wild als laatste in de divisie, waardoor het eerste play-off optreden uitbleef tot het jaar daarna. De Wild bereikten de Conferencefinale, maar kon niet doorgaan tot de Stanley Cupfinale, ze werden verslagen door de Mighty Ducks of Anaheim. Pas in 2007 werden de play-offs weer gehaald.

## Prijzen
Geen

## Play-off optreden
- 2016 - eerste ronde (Dallas Stars)
- 2015 - tweede ronde (Chicago Blackhawks)
- 2014 - tweede ronde (Chicago Blackhawks)
- 2013 - eerste ronde (Chicago Blackhawks)
- 2012 -  play-offs niet gehaald
- 2011 - play-offs niet gehaald
- 2010 - play-offs niet gehaald
- 2009 - play-offs niet gehaald
- 2008 - eerste ronde (Colorado Avalanche)
- 2007 - eerste ronde (Anaheim Ducks)
- 2006 - play-offs niet gehaald
- 2004 - play-offs niet gehaald
- 2003 - derde ronde (Mighty Ducks of Anaheim)
- 2002 - play-offs niet gehaald
- 2001 - play-offs niet gehaald

## Spelers

### Huidige selectie
Bijgewerkt tot 16 oktober 2021 
| #  | Naam               | Nationaliteit    | Pos. |
| -- | ------------------ | ---------------- | ---- |
| 27 | Nick Bjugstad      | Verenigde Staten | C    |
| 12 | Matt Boldy         | Verenigde Staten | LW   |
| 21 | Brandon Duhaime    | Verenigde Staten | RW   |
| 14 | Joel Eriksson Ek   | Zweden           | C    |
| 22 | Kevin Fiala        | Zwitserland      | LW   |
| 17 | Marcus Foligno     | Verenigde Staten | LW   |
| 89 | Frederick Gaudreau | Canada           | C    |
| 18 | Jordan Greenway    | Verenigde Staten | LW   |
| 38 | Ryan Hartman       | Verenigde Staten | RW   |
| 97 | Kirill Kaprizov    | Rusland          | LW   |
| 16 | Rem Pitlick        | Canada           | C    |
| 49 | Victor Rask        | Zweden           | C    |
| 7  | Nico Sturm         | Duitsland        | C    |
| 36 | Mats Zuccarello    | Noorwegen        | RW   |
| 8  | Jordie Benn        | Canada           | D    |
| 25 | Jonas Brodin       | Zweden           | D    |
| 24 | Matt Dumba         | Canada           | D    |
| 47 | Alex Goligoski     | Verenigde Staten | D    |
| 29 | Dmitry Kulikov     | Rusland          | D    |
| 4  | Jon Merrill        | Verenigde Staten | D    |
| 46 | Jared Spurgeon     | Canada           | D    |
| 35 | Andrew Hammond     | Canada           | GK   |
| 34 | Kaapo Kahkonen     | Finland          | GK   |
| 33 | Cam Talbot         | Canada           | GK   |

### Bekende (ex-) spelers
- Marian Gaborik
- Pavol Demitra
- Derek Boogaard
- Martin Havlat
- Miko Koivu
- Owen Nolan
- Marek Zidlicky
- Petr Sykora

### Teruggetrokken nummers
- 1 - De Minnesota fans (overgenomen van de North Stars)
- 99 - Wayne Gretzky (verboden te dragen in de gehele NHL)